# كليف برانتلي
كليف برانتلي (بالإنجليزية: Cliff Brantley)‏ هو لاعب كرة قاعدة أمريكي، ولد في 12 أبريل 1968 في جزيرة ستاتن في الولايات المتحدة.

## وصلات خارجية
- كليف برانتلي على موقع دوري كرة القاعدة الرئيسي (الإنجليزية)
- كليف برانتلي على موقعبيزبول رفرنس.كوم (الدوري الرئيسي) (الإنجليزية)
- كليف برانتلي على موقعبيزبول رفرنس.كوم (الدوري الثانوي) (الإنجليزية)
- كليف برانتلي على موقع إي إس بي إن.كوم (أم.أل.بي) (الإنجليزية)
- كليف برانتلي على موقع مشجعي الرسوم البيانية (الإنجليزية)